# کلیمنوف (دهانه)
کلیمنوف یک دهانه برخوردی در ماه‌ است.